# Bisdom Zrenjanin

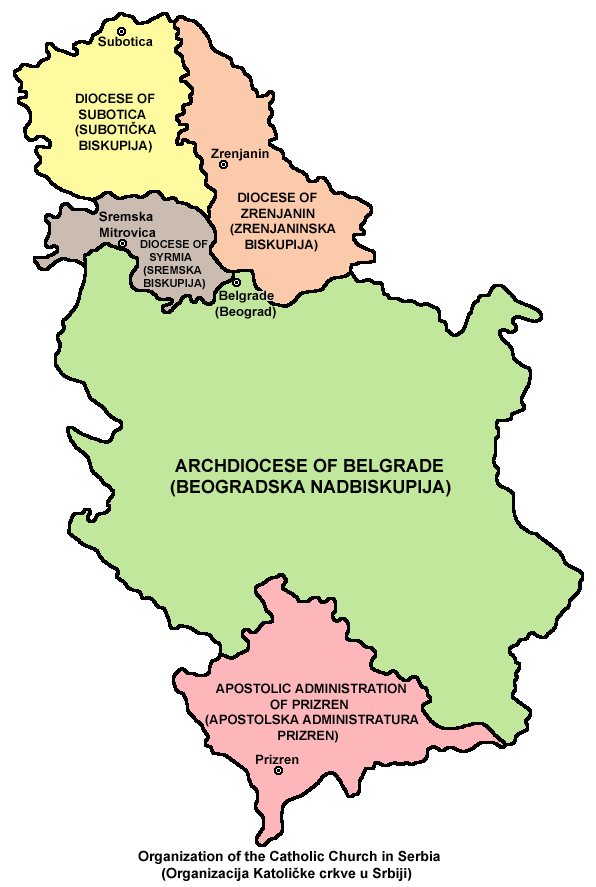
Katholieke Bisdommen in Servië
Het Bisdom Zrenjanin

Het Bisdom Zrenjanin (Latijn: Dioecesis Zrenjanensis, Servisch: Zrenjaninska biskupija / Зрењанинска бискупија, Hongaars: Nagybecskereki egyházmegye, Kroatisch: Zrenjaninska biskupija, Duits: Bistum Zrenjanin) is een rooms-katholiek bisdom in het noorden van Servië, de provincie Vojvodina De bisschop is de Hongaar László Német.

## Geschiedenis
Het bisdom is voortgekomen uit het bisdom Csanád dat door het verdrag van Trianon in 1920 werd verdeeld over de landen Hongarije, Roemenië en Joegoslavië. 
De oude bisschopsstad Csanád (tegenwoordig Cenad in Roemenië verloor haar status. Deze werd onder andere overgenomen door Zrenjanin voor wat betreft het deel dat nu behoort tot Servië. Het Roemeense deel vormt tegenwoordig het Bisdom Timisoara en het Hongaarse deel is nu het Bisdom Szeged-Csanád.
Van oudsher waren de gelovigen vooral Donauschwaben, Duitse kolonisten. Na 1944 verlieten deze echter massaal het gebied. Wat overbleef waren de rooms-katholieke etnische Hongaren. Deze vormen vandaag de dag het leeuwendeel van de 64.000 katholieken in het bisdom.